# Valiergues
Valiergues – miejscowość i gmina we Francji, w regionie Nowa Akwitania, w departamencie Corrèze.
Według danych na rok 1990 gminę zamieszkiwały 124 osoby, a gęstość zaludnienia wynosiła 9 osób/km² (wśród 747 gmin Limousin Valiergues plasuje się na 492. miejscu pod względem liczby ludności, natomiast pod względem powierzchni na miejscu 476.).